# Leśnia-søen
Leśnia-søen er en kunstig sø ved floden Kwisa mellem byerne Leśna og Gryfów Śląski i Województwo dolnośląskie i det sydlige Polen.
Søen, der opstod i 1905, da en dæmning påbegyndt i 1901 stod færdig, har et areal på 1,4 km². Den har en største længde på 7 km og en største bredde på 1 km. Dæmningen for enden af søen er 45 m høj og 130 m bred. I forbindelse med dæmningen blev der opført et vandkraftværk, der fortsat er i brug.